# 斯帕塔庫斯峰

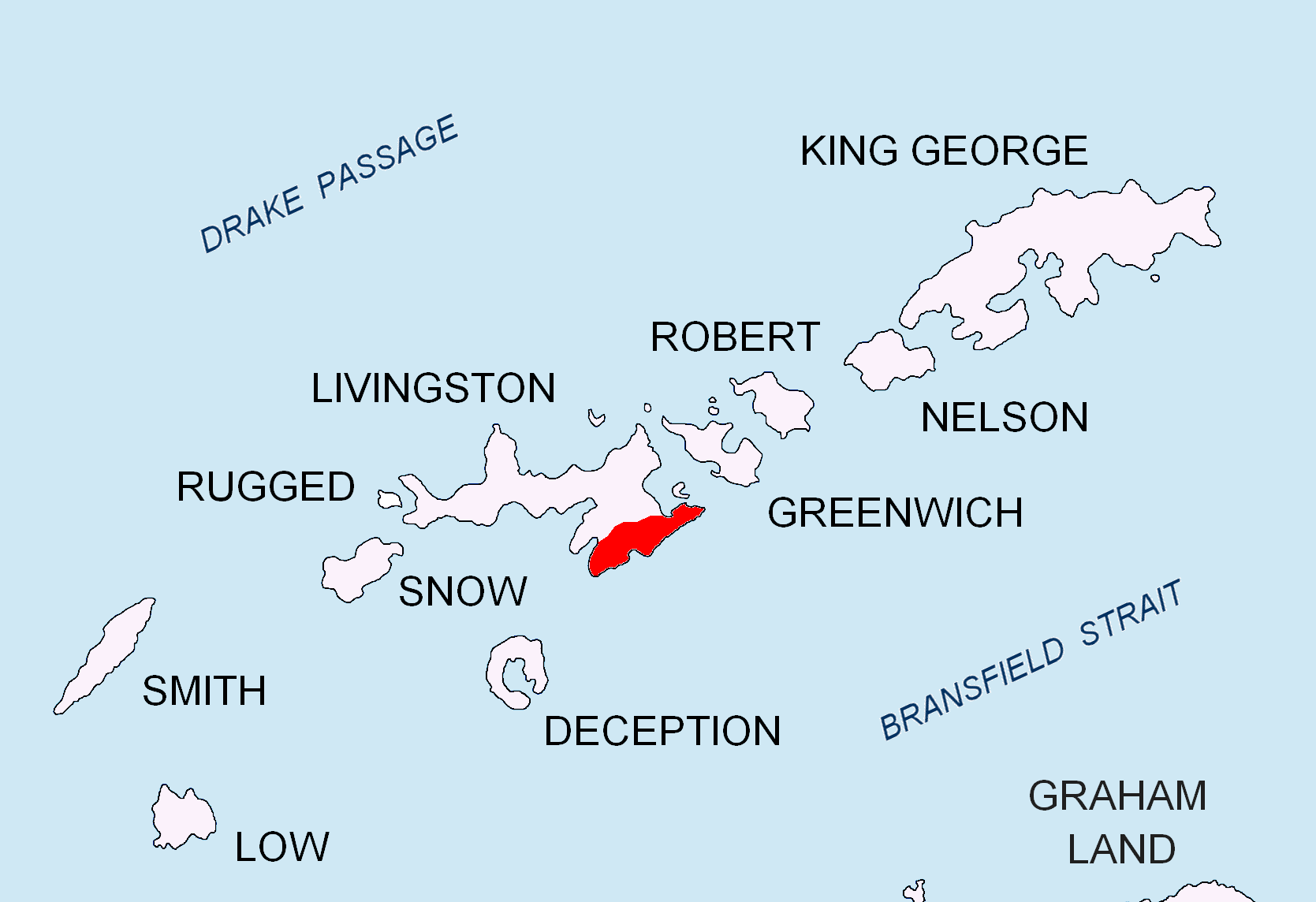

斯帕塔庫斯峰（英語：Spartacus Peak）是南極洲的山峰，位於南設得蘭群島的利文斯頓島，屬於騰格里山脈中德爾切夫嶺的一部分，處於亞沃羅夫峰西南面0.76公里和羅多皮峰以南1.42公里，海拔高度650米。

## 外部連結
- SCAR Composite Antarctic Gazetteer（页面存档备份，存于）.

62°38′19″S 59°55′00″W / 62.63861°S 59.91667°W